# Kenneth Sisam
Kenneth Sisam (1887-1971) est un médiéviste et philologue britannique d'origine néo-zélandaise.

## Biographie
Après des études à l'université d'Auckland, il décroche en 1910 une bourse qui lui permet d'entrer à l'université d'Oxford. Il fait des études de lettres à Merton College et devient en 1912 l'assistant personnel du professeur A. S. Napier, assurant une partie des cours que Napier, âgé et malade, ne peut plus donner lui-même. Parmi ses élèves se trouve un jeune J. R. R. Tolkien, dont il devient le tutor en 1913.
Inapte au service, Sisam ne rejoint pas les rangs de l'armée britannique durant la Première Guerre mondiale. Il travaille brièvement pour l'Oxford English Dictionary en 1915-1916, puis entre au ministère de la Nourriture (en), où il reste jusqu'en 1923. Il devient ensuite secrétaire assistant aux presses universitaires d'Oxford, puis secrétaire des délégués en 1942.
Il prend sa retraite en 1948 et s'installe dans les Sorlingues. Il continue à écrire et à éditer des livres jusqu'à sa mort, parfois en collaboration avec sa fille Celia.

## Ouvrages
- 1924 : Fourteenth Century Verse and Prose (édition, avec un glossaire de J. R. R. Tolkien)
- 1953 : Studies in the History of Old English Literature
- 1965 : The Structure of Beowulf
- 1971 : The Oxford Book of Medieval Verse (édition, avec Celia Sisam)